# Fang (Buch am Buchrain)
Fang ist ein Gemeindeteil des Gemeinde Buch am Buchrain im oberbayerischen Landkreis Erding. 

## Lage
Die Einöde Fang liegt am linken Talhang des Kaltenbachs und 1,7 Kilometer nordöstlich der Bucher Pfarrkirche. 

## Geschichte
Fang wurde 948 erstmals erwähnt und bestand im Jahr 1739 aus 2 Anwesen. Der Ort gehörte ursprünglich zur Obmannschaft Oberndorf in der freisingischen Herrschaft Burgrain.

## Bevölkerungsentwicklung
Um 1861 lebten in Fang fünf Einwohner in einem Gebäude. In der Nachkriegszeit des Ersten Weltkriegs stieg die Bevölkerungszahl auf sieben Einwohner. Im Mai 1987 lebten dort fünf Einwohner in einem Wohnhaus.
| Jahr      | 1861 | 1871 | 1925 | 1950 | 1970 | 1987 |
| Einwohner | 5    | 5    | 7    | 6    | 4    | 5    |